# Маринка (Болгарія)
Мари́нка (болг. Маринка) — село в Бургаській області Болгарії. Входить до складу громади Бургас.

## Населення
За даними перепису населення 2011 року у селі проживали 1177 осіб.
Національний склад населення села:
| Національність   | Кількість осіб | Відсоток |
| ---------------- | -------------- | -------- |
| болгари          | 1006           | 87,8%    |
| цигани           | 126            | 11,0%    |
| турки            | 0              | 0%       |
| інша             | 9              | 0,8%     |
| не визначились   | 5              | 0,4%     |
| Всього відповіли | 1146           |          |

Розподіл населення за віком у 2011 році:
Динаміка населення: